# Дорога фургону, що горить
«Дорога фургону, що горить» — радянський чорно-білий історично-пригодницький художній фільм 1967 року, знятий режисером Мередом Атахановим на кіностудії «Туркменфільм».

## Сюжет
До аулу повертаються Бегенч, що відслужив в армії, і його односелець Веллек, які зустрілися в місті. В аулі всім заправляють багатії на чолі з Куйкі та його сином Черкезом. Вони підбурюють людей проти вступу до колгоспу, саботують посівну. Басмачі вбивають голову колгоспу. Жителі аулу піднімаються на боротьбу. У бою з басмачами багато хто з них гине. І все ж таки прихильники колгоспного ладу здобувають перемогу і навесні виходять у поле.

## У ролях
- Танрикулі Сеїткулієв — Бегенч (дублював Георгій Юматов)
- Баба Аннанов — Черкез
- Артик Джаллиєв — Веллек (дублював Микола Граббе)
- Куллук Ходжаєв — Куйкі-бай
- Меред Атаханов — Сердар-ага, голова колгоспу
- Гуля Керімова — Сурай
- Дурди Сапаров — мула
- Вапа Мухамедов — Непес, батько Сахри
- Мухамед Союнханов — Чорли
- Олег Єфремов — секретар райкому
- Акмурад Бяшімов — Потди (дублював Юрій Саранцев)
- Шукур Кулієв — Патди, Падшагули Мухаммед Огли
- Набат Курбанова — Паатма
- О. Бяхбідова — Сахра
- Бяшім Атаханов — братик Паатми
- Ігор Жуков — Акмамед, глунімий безпритульний
- Огулькурбан Дурдиєва — сліпа чаклунка
- Сарри Карриєв — батько Паатми
- Ташлі Джумаєв — епізод
- К. Омадов — епізод

## Знімальна група
- Режисер — Меред Атаханов
- Сценаристи — Гусейн Мухтаров, Меред Атаханов
- Оператор — Олександр Парадашвілі
- Композитори — Дурди Нуриєв, Чари Нуримов
- Художник — Олександр Чернов